# Hahei
```

```

Hahei est une petite localité de la baie de Mercury (en) sur le côté est de la péninsule de Coromandel dans l'Île du Nord de la Nouvelle-Zélande.

## Situation
Elle se trouve près de Cathedral Cove, entre la localité de Cooks Beach et la plage de Hot Water à 8 km au nord, et à 11 km au sud-est de Whitianga.

## Accès
L'itinéraire pour se rendre à Whitianga depuis Hahei est sinueux et prend approximativement 30 minutes en voiture.
Une autre solution consiste à emprunter la route de Ferry Landing ce qui prend 15 minutes, puis de faire un court trajet en ferry jusqu’à Whitianga. Un service de ferry desservant la partie est de la baie de Mercury et Whitianga fonctionne depuis 1895.
L'île Mahurangi (en), située en bordure de la réserve Marine de Te Whanganui-A-Hei, est un élément marquant de la plage.

## Toponymie
Le nom de la localité de Hahei est dérivé du nom maori de la Mercury Bay, Te-Whanganui-A-Hei, ou « la grande Baie de Hei ».

## Histoire
Selon la tradition, Hei était l'un des trois frères arrivés en Nouvelle-Zélande avec Kupe.
Avec sa famille, il s’installa dans la région de Oahei, aujourd'hui Hahei, et devinrent les ancêtres du peuple des Ngati Hei (en).
Toutefois, en 1818, le peuple des Ngati Hei fut attaqué par la tribu des Ngā Puhi et presque entièrement exterminé. Le reste du peuple des Ngati Hei s'enfuit, laissant la terre vacante.
La vallée de Hahei fut achetée en 1870 par Robert Wigmore, officier d'état-civil de 1876 à 1887.
Robert Wigmore construisit la ferme en kauri, qui existe encore aujourd’hui.
La tombe de Robert Wigmore et de sa femme Fanny est indiquée par un cairn situé dans la réserve historique de Wigmore, au bout de la route de Hahei Beach, au niveau de la plage.
En 1915, la propriété fut achetée par les frères Horace et Walter Harsant.
La ferme accueillait principalement un troupeau de vaches laitières, mais les porcs, les fruits et les écrevisses faisaient aussi partie de la production vendue aux magasins voisins de Coroglen.
Les transports à cette époque étaient difficiles.
Les marchandises lourdes et encombrantes devaient être transportées par voie maritime ; pour les courses ordinaires, les Harsant se déplaçaient à cheval jusqu’à la rivière et appelaient « coo-ee » bruyamment afin que le batelier leur fasse traverser la rivière.
En 1946, Vaughan Harsant acheta la propriété et y vivait avec son fils. Lorsque Hahei commença à gagner en popularité en tant que site de camping, Harsant et sa femme commencèrent à subdiviser les terrains de la ferme situés prés de la plage en sections résidentielles.

## Tourisme
Hahei est une destination de vacances populaire, avec une plage de sable blanc et un aspect abrité, ce qui permet de se baigner en sécurité dans des eaux calmes.

## Population
Sa population résidente est d’environ 300 habitants, mais en période de vacances, la population peut être multipliée par dix.

## Éléments caractéristiques
À l’extrémité sud de la plage se trouve la réserve historique de Te Pare, qui était autrefois le site de deux pa maoris, Hereheretaura Pā et Hahei Pā.

## Activités économiques
Le centre-ville se compose de deux cafés, d'une boutique de souvenirs, d'un magasin général avec une station-service et un bar à emporter, d'un magasin de plongée, d'un glacier et d'un pizzaïolo.
Parmi les autres activités liées aux vacances, il y a le kayak, le snorkeling ou les excursions en bateau vers Cathedral Cove et la réserve marine.